# بلک‌فیلد
بلک فیلد (به انگلیسی: Blackfield) یک گروه بین‌المللی موسیقی تشکیل شده از استیون ویلسون مؤسس گروه پورکیوپاین تری و خواننده راک اسرائیلی آویو گفن است. آن‌ها با یکدیگر سه آلبوم با تحت نام‌های بلک‌فیلد و Blackfield II و همچنین با همکاری بیشتر توسط آویو گفن در این گروه آن‌ها سومین آلبوم خود یعنی Welcome to my DNA را منتشر کردند.
چهارمین آلبوم استودیویی از این گروه به نام Blackfield IV در ۲۶ اوت ۲۰۱۳ در حالی که اینبار استیون ویلسون نقشی کلیدی در این آلبوم بازی می‌کرد، منتشر شد. نکته جالب در این آلبوم حضور وینسنت کاوانا خواننده بند آناتما به عنوان خواننده در قطعه ایکس ری بود. بعد از آن بود که استیون ویلسون اعلام کرد او بعد از تور کوتاهی در اروپا در سال ۲۰۱۴ از این گروه جدا خواهد شد. البته این جدایی به معنی همراهی نکردن وی در تورها بود و نه پایان همکاریشان. با بازگشت رسمی تر استیون ویلسون گروه مشغول ساخت آلبوم پنجم با عنوان V شد و این آلبوم در سال ۲۰۱۷ منتشر شده‌است. پس از این آلبوم، بند ششمین آلبوم خود با نام For The Music شامل تک آهنگی با همین نام منتشر کرد.

## سبک موسیقی و الهامگیری
همان‌طور که در وبسایت رسمی بلک فیلد منتشر شده، بند از جیم موریسون، ریدیوهد، کینگ کریمسون و پینک فلوید تاثیر گرفته است..

## کنسرت مشترک با شاهین نجفی

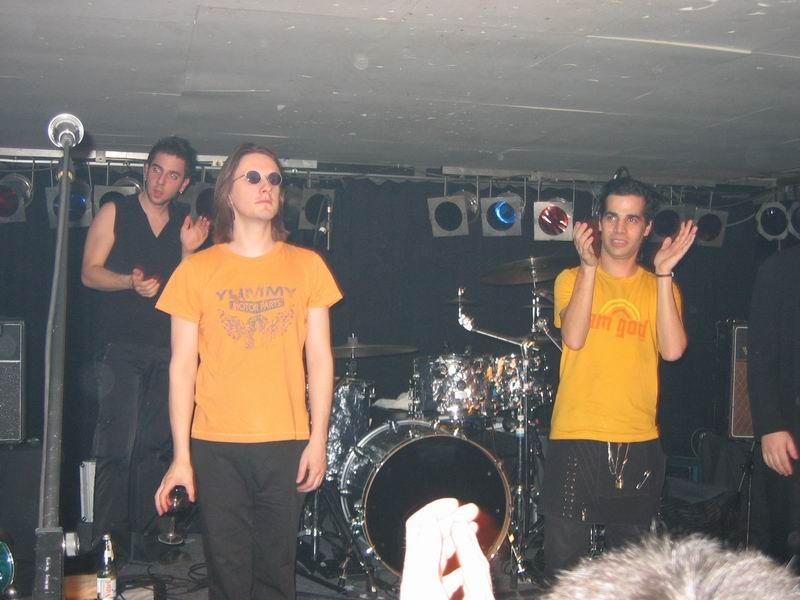
استیون ویلسون و آویو گفن از گروه بلکفیلد در تور اروپایی (۲۰۰۴)

گروه موسیقی بلک فیلد دوم فوریه سال ۲۰۱۷ در شهر تل‌آویو اسرائیل، کنسرتی مشترک را به همراه خواننده ایرانی مقیم آلمان، شاهین نجفی برپا کرد. آویو گفن خواننده این گروه و شاهین نجفی در این کنسرت یک دیگر را برادر خطاب کرده و آویو گفن به شاهین نجفی اجازه داد که در انتهای این کنسرت، پیام انتقاد آمیزی را خطاب به اسرائیل و آمریکا به مخاطبان ارائه دهد. نجفی در پیام خود خطاب به دونالد ترامپ رئیس‌جمهور آمریکا و بنیامین نتانیاهو نخست وزیر اسرائیل گفت که جنگ، دیوار سازی و جدایی ملت‌ها را متوقف کنید.

## آلبومها
- 2004 - Blackfield
- Blackfield II - 2007
- Welcome to My DNA - 2011
- 2013 - Blackfield IV
- Blackfield V - 2017
- 2020 - For the Music